# Rudyard Kipling
Rudyard Kipling (Mumbai, 30. prosinca 1865. – London, 18. siječnja 1936.) bio je engleski književnik.
U djetinjstvu je naučio hindski, pohađao je vojno učilište u Devonshireu, a 1833. vratio se u Indiju i djelovao kao novinar. Putovao je u Japan, Ameriku i Južnu Afriku. S jednakim žarom djelovao je u književnom i političkom životu Britanije. Godine 1907. dobio je Nobelovu nagradu. Njegova proza donosi izuzetnu sliku indijskog života i svijeta britanskih vojnika, s osobitim smislom za svijet djece i životinja. Bio je zagovornik britanskog imperijalizma, a kao utjelovljenje kolonijalizma nemilosrdno je karikiran i parodiran. Najčitanije su i najznačajnije njegove knjige o džungli, koje karakterizira izvanredno poznavanje tajanstvene Indije i svijeta životinja.
Neka djela mu je na hrvatski preveo Jozo Mršić.

## Djela
- Balade iz vojarne
- Priproste priče s planine
- Sablasna rikša i druge priče
- Knjiga o džungli
- Kim
- Svjetlost se ugasila
- Kako je slon dobio surlu